# Реконструкција сигнала
У обради сигнала, реконструкција обично значи одређивање оригиналног континуираног сигнала из низа једнако распоређених узорака. 
Овај чланак узима генерализовани апстрактни математички приступ узорковању и реконструкцији сигнала. За практичнији приступ заснован на сигналима ограниченим опсегом, корисна је интерполациона формула Витакер-Шенон . 

## Општи принцип
Нека је F било која метода узорковања, тј. линеарна мапа из Хилбертовог простора функција квадратних интеграбилних {\displaystyle L^{2}} до сложеног простора {\displaystyle \mathbb {C} ^{n}} . 
У нашем примеру, векторски простор узоркованих сигнала {\displaystyle \mathbb {C} ^{n}} је н- димензионални сложен простор. Било који предложени обрнути R од F (формула реконструкције) морао би се пресликати {\displaystyle \mathbb {C} ^{n}} неком подскупу {\displaystyle L^{2}} . Могли смо да одаберемо овај подскуп произвољно, али ако желимо формулу реконструкције  R која је такође линеарна мапа, онда морамо да одаберемо n-димензионални линеарни подпростор {\displaystyle L^{2}} . 
Та чињеница да се димензије морају сложити повезана је са Никвист-Шеноновом теоремом одабирања . 
Овде функционише елементарни линеарна алгебра. Нека је {\displaystyle d_{k}:=(0,...,0,1,0,...,0)} (сви улази нула, осим к-тог уноса, који је један) или неке друге основе {\displaystyle \mathbb {C} ^{n}} . Да бисте дефинисали инверзију за F, једноставно одаберите за сваки к, једно {\displaystyle e_{k}\in L^{2}} тако да {\displaystyle F(e_{k})=d_{k}} . Ово јединствено дефинише (псеудо-) инверзију F.
Наравно, прво се може одабрати одређена формула реконструкције, а затим или израчунати неки алгоритам узорковања из формуле за обнову или анализирати понашање датог алгоритма узорковања у односу на задату формулу. 
У идеалном случају, формула реконструкције изведена је минимизирањем очекиване варијације грешке. Ово захтева да се зна или статистика сигнала или се може одредити претходна вероватноћа за сигнал. Теорија информационог поља је затим одговарајући математички формализам да би се добила оптимална формула реконструкције. 

## Популарне формуле за обнову
Можда је следећа формула која се најчешће користи за реконструкцију. Нека је {\displaystyle \{e_{k}\}} боснова {\displaystyle L^{2}} у Хилбертовом простору; на пример, могло би се користити: 
{\displaystyle e_{k}(t):=e^{2\pi ikt}\,} ,
иако су други избори сигурно могући. Требати имати на уму да овде индекс к може бити било који цели број, чак и негативан. 
Тада се може дефинисати линеарна мапа R према 
{\displaystyle R(d_{k})=e_{k}\,}
за сваки {\displaystyle k=\lfloor -n/2\rfloor ,...,\lfloor (n-1)/2\rfloor }, где {\displaystyle (d_{k})} је основа за {\displaystyle \mathbb {C} ^{n}} дао 
{\displaystyle d_{k}(j)=e^{2\pi ijk \over n}}
(Ово је уобичајена дискретна Фуријеова основа. ) 
Избор опсега {\displaystyle k=\lfloor -n/2\rfloor ,...,\lfloor (n-1)/2\rfloor } донекле је произвољан, иако задовољава захтев за димензијом и одражава уобичајени предлог да се најважније информације налазе у ниским фреквенцијама. У неким је случајевима то нетачно, па је потребно изабрати другу формулу обнове. 
Сличан приступ се може добити употребом таласа уместо Хилбертових база. За многе апликације и даље није одређен најбољи приступ. 